# 新撰八道地理志
『新撰八道地理志』（しんせん はちどう ちりし）は、世宗14年（1432年）に撰進された地理誌。朝鮮王朝最初の官撰地誌であるが、現存はしない。

## 概要
『世宗実録』の記録によれば、1424年、世宗は、大提学卞季良に、朝鮮全土の地誌および各州府郡県の沿革を撰進することを命じた。そこで全国各道に命じて、広く資料を集めて一定の規定に従った緒記録を編纂して春秋館に送付させ、春秋館が中心となって世宗14年に撰進されたという。これより前後して編纂委員に変更があったのか、孟思誠・権軫・尹淮・申檣らが『新撰八道地理志』を完成して世宗に献上している。この本が後に改修整備されて編集されたものが『世宗実録地理志』だと言われている。しかし、実物は今まで発見されておらず、亡失した。
この編纂の際に、上述のように各道で集めた資料に基づいて編纂され、この全国地理志の底本になった各道別地理志は、各々保管されていたが、それらは壬辰倭乱・丁酉再乱（文禄・慶長の役）で焼失した。その中で唯一かろうじて焼失を免れたのが、1425年に作成された『慶尚道地理志』の副本であり、『新撰八道地理志』の全容を垣間見せてくれる。亡失したとはいえ、『新撰八道地理志』の体裁はこの『慶尚道地理志』の記述によってその凡そを窺い知ることができるのである。また、『新撰八道地理志』を元に編纂されたと言われる『世宗実録地理志』も、当時の社会や地理・経済の状況を知る貴重な資料であることに変わりはない。
1454年（端宗2年）、『世宗実録』を編纂するとき、地理志を重ねて載せようという話し合いに従い、『新撰八道地理志』を実録に附録したものが、『世宗実録』地理志である。だからと言って、『新撰八道地理志』がそのままに『世宗実録』地理志の内容になったのではなく、歳月の経過に伴って行政区域の変動・経済状態の変化した事項など多少の増減があった。
いずれにせよ、『慶尚道地理志』など各道地理志は『新撰八道地理志』の底本となり、『新撰八道地理志』は『世宗実録』地理志の底本として、その後の朝鮮王朝における官撰地理志の手本になった。